# Liste der Kulturdenkmale in Itzehoe
In der Liste der Kulturdenkmale in Itzehoe sind alle Kulturdenkmale der schleswig-holsteinischen Stadt Itzehoe (Kreis Steinburg) und ihrer Ortsteile aufgelistet (Stand: 9. Juni 2025).

## Legende
In den Spalten befinden sich folgende Informationen:
- Objekt-ID: die Nummer des Kulturdenkmales
- Lage: die Adresse des Kulturdenkmales und die geographischen Koordinaten. Kartenansicht, um Koordinaten zu setzen. In der Kartenansicht sind Kulturdenkmale ohne Koordinaten mit einem roten Marker dargestellt und können in der Karte gesetzt werden. Kulturdenkmale ohne Bild sind mit einem blauen Marker gekennzeichnet, Kulturdenkmale mit Bild mit einem grünen Marker.
- Offizielle Bezeichnung: Bezeichnung des Kulturdenkmales
- Beschreibung: die Beschreibung des Kulturdenkmales
- Bild: ein Bild des Kulturdenkmales

## Sachgesamtheiten
| Objekt-ID      | Lage | Offizielle Bezeichnung                     | Beschreibung | Bild                             |
| -------------- | --- | ------------------------------------------ | --- | -------------------------------- |
| 24793 Wikidata | Fehrsstraße 6, Sandberg 82, 84, St.-Jürgen-Straße 32 (53° 55′ 33″ N, 9° 31′ 32″ O)                                       | St.-Jürgen-Stift                           | Aktualisierung vorgesehen - Begründung: geschichtlich, künstlerisch, städtebaulich - Schutzumfang: Kapelle St. Jürgen mit Ausstattung (St.-Jürgen-Straße 32), Stiftshäuser (Fehrsstraße 6, Sandberg 82, 84) | weitere Fotos \| Fotos hochladen |
| 21875 Wikidata | Gutenbergstraße 21–23, Kaiserstraße 16, 18, Oelixdorfer Straße 2, 2a, Oelixdorfer Straße 2 (53° 55′ 28″ N, 9° 31′ 50″ O) | Sachgesamtheit: Ehemalige Gudewill-Kaserne | ehemalige Gudewill-Kaserne; 1897; Lage an der historischen Chaussee nach Bad Segeberg, einheitliche Anlage im Stil der Hannoverschen Schule aus Hauptgebäude und zahlreichen Kasernengebäuden, Remisen usw. um einen rechteckigen Kasernenhof, Hauptgebäude lang gestreckter dreigeschossiger Gelbklinkerbau mit hohem Sockelund Drempelgeschoss sowie erhöhten Mittel- u. Eckrisaliten und flachen Walmdächern, Hofgebäude und Remisen niedriger und schlichter; an der Kaiserstr./Gutenbergstr. ehem. Offizierskasino und zweigeschossige Kasernengebäude in Gelbstein - Begründung: geschichtlich, städtebaulich - Schutzumfang: ehem. Kasernengebäude (Gutenbergstraße 21-23); ehem. Kasino (Kaiserstraße 16); ehem. Kasernengebäude (Kaiserstraße 18); ehem. Hauptgebäude, ehem. Kasernenhof, ehem. Remise I, ehem. Remise II, ehem. Remise III, ehem. Remise IV, ehem. Kasernengebäude I, ehem. Kasernengebäude II, Nebengebäude West, ehem. Pförtnerhaus (Oelixdorfer Straße 2); Nebengebäude Nord (Oelixdorfer Straße 2a) | Fotos hochladen                  |
| 41036 Wikidata | Kirchenstraße 6, 8 (53° 55′ 25″ N, 9° 31′ 9″ O)                                                                          | Kirche St. Laurentii                       | Aktualisierung vorgesehen - Begründung: geschichtlich, künstlerisch, städtebaulich, Kulturlandschaft prägend - Schutzumfang: Kirche St. Laurentii mit Ausstattung, Kirchhof, Grabmale bis 1870 (Kirchenstraße 8); Hauptpastorat (Kirchenstraße 6) | weitere Fotos \| Fotos hochladen |
| 12650 Wikidata | Klosterhof 1, 2, 3, 4, 5–5a, 6, 7, 8, 9–9b, 10, 11, 12, 13, 14, Klosterhof (53° 55′ 26″ N, 9° 31′ 5″ O)                  | Kloster Itzehoe                            | Aktualisierung vorgesehen - Begründung: geschichtlich, künstlerisch, städtebaulich - Schutzumfang: Kreuzgangflügel mit Grabsteinen und Epitaphien, Äbtissin-Denkmal (Klosterhof); Äbtissinnenhaus (Klosterhof 7), ehem. Klosterverbitterhaus (Klosterhof 8), Wohnhäuser (Klosterhof 1, 2, 3 mit Gartenpavillon, 4, 5-5a, 6, 9-9b, 10, 11 mit Stallgebäude, 12, 13, 14); Außenanlagen mit Teich und Lindenreihe | weitere Fotos \| Fotos hochladen |

## Mehrheit von baulichen Anlagen
| Objekt-ID      | Lage | Offizielle Bezeichnung                       | Beschreibung | Bild            |
| -------------- | --- | -------------------------------------------- | --- | --------------- |
| 41781 Wikidata | Adenauerallee 2, Bahnhofstraße 29, 32, Viktoriastraße 10, 12, 13, 15, 16, 17, 18, 19, 21, 23, 27, 27a, 29 (53° 55′ 31″ N, 9° 30′ 40″ O) | Straßenzug Bahnhofstraße/Viktoriastraße      | Bahnhof Itzehoe und Bebauung der Viktoriastraße; Bahnhof 1878 errichtet, die Viktoriastraße sukzessive in den Folgejahren entstanden; der Straßenzug als Ost-West verlaufende Hauptverkehrsachse im Zusammenhang mit der Errichtung des Bahnhofs angelegt und städtebaulich auf ihn bezogen, die Bebauung umfasst wichtige öffentliche Bauten (Bahnhof, ehem. Kaiserliches Postamt, ehem. Kreishaus), das ehem. Bahnhofshotel sowie verschiedene Wohnhäuser und Stadtvillen bedeutender Itzehoer Unternehmerfamilien - Begründung: geschichtlich, künstlerisch, städtebaulich - Schutzumfang: Wohnhaus (Adenauerallee 2), ehem. Bahnhofshotel (Bahnhofstraße 29), Bahnhof Itzehoe (Bahnhofstraße 32), ehem. Postamt (Viktoriastraße 10), Landratsamt (Viktoriastraße 16), Wohnhaus „Beneke“ (Viktoriastraße 13), Wohnhaus „Junge“ mit Remise (Viktoriastraße 15), Villa „Jebsen“ (Viktoriastraße 17), ehem. Wohnhaus Bollhardt (Viktoriastraße 18), Wohn- und Geschäftshaus (Viktoriastraße 19), Wohnhäuser Viktoriastraße 12, 21, 23, 27, 27a, 29 | Fotos hochladen |
| 44658 Wikidata | Feldschmiede 15, 17–21 (53° 55′ 28″ N, 9° 31′ 1″ O)                                                                                     | Wohn- und Geschäftshäuser Feldschmiede 15-21 | zwei Wohn- und Geschäftshäuser; Anfang 20. Jh.; traufständige, dreigeschossige Ziegelbauten mit Naturstein- bzw. Klinkerfassade mit Putzgliederung, repräsentative Bauten mit qualitätvoller und zeittypischer Gestaltung, Ladenzonen im Erdgeschoss - Begründung: geschichtlich, künstlerisch, städtebaulich - Schutzumfang: Wohn- und Geschäftshäuser Feldschmiede 15, 17-21 | BW              |
| 44664 Wikidata | Hinter dem Klosterhof 35, Hinter dem Sandberg 1–3 (53° 55′ 31″ N, 9° 31′ 19″ O)                                                         | Schulen Itzehoe                              | Kaiser-Karl-Schule und Klosterhof-Schule; 2. Hälfte 19. Jh., teils mit späteren Erweiterungen; zwei mehrgeschossige Backsteinbauten mit Walm- und Satteldächern, ihre traufständige Anordnung im Straßenraum auf einander bezogen, charakteristische Vertreter des preußischen Schulbaus, prägnante Historisten - Begründung: geschichtlich, künstlerisch, städtebaulich - Schutzumfang: Kaiser-Karl-Schule (Hinter dem Sandberg 1-3), Klosterhof-Schule (Hinter dem Klosterhof 35) | Fotos hochladen |
| 44657 Wikidata | Poststraße 2–4, 6, 8 (53° 55′ 32″ N, 9° 30′ 51″ O)                                                                                      | Baugruppe Poststraße 2–8                     | Zwei Mietswohnhäuser und Logenhaus; Ende 19. Jh.; traufständige, zwei- bis dreigeschossige Backsteinbauten mit sog. Kieler Dächern, zeittypische historistische Fassaden, teilweise mit Putzgliederung bzw. farblich abgesetzten Klinkern - Begründung: geschichtlich, künstlerisch, städtebaulich - Schutzumfang: Logenhaus (Poststraße 6), Mietwohnungshäuser (Poststraße 2-4, 8) | Fotos hochladen |

## Bauliche Anlagen
| Objekt-ID      | Lage                                                    | Offizielle Bezeichnung                                                    | Beschreibung | Bild                             |
| -------------- | ------------------------------------------------------- | ------------------------------------------------------------------------- | --- | -------------------------------- |
| 22808 Wikidata | Bahnhofstrasse 32 (53° 55′ 27″ N, 9° 30′ 38″ O)         | Bahnhof Itzehoe                                                           | Bahnhof Itzehoe; 1878; breit gelagerter Putzbau im spätklassizistischen Rundbogenstil mit Lisenengliederung, zweigeschossiger Kernbau mit flachem Satteldach flankierenden eingeschossigen Seitenbauten mit Walmdächern und übergiebeltem Portikus bzw. Pavillon - Begründung: geschichtlich, städtebaulich - Schutzumfang: gesamtes Objekt - Denkmaltyp: Bauliche Anlage, Mehrheit von baulichen Anlagen: Straßenzug Bahnhofstraße/Viktoriastraße | weitere Fotos \| Fotos hochladen |
| 8167 Wikidata  | Bergstraße 5 (53° 55′ 13″ N, 9° 31′ 20″ O)              | Amtsgericht                                                               | Das Gebäude für das seit 1867 bestehende Amtsgericht Itzehoe wurde Anfang des 20. Jahrhunderts im Stil der Neorenaissance errichtet. Alteintragung (Aktualisierung vorgesehen) - Begründung: Alteintragung (Aktualisierung vorgesehen) - Schutzumfang: Alteintragung (Aktualisierung vorgesehen) - Denkmaltyp: Bauliche Anlage | Fotos hochladen                  |
| 51547          | Bergstraße 5 (53° 55′ 12″ N, 9° 31′ 22″ O)              | Gefängnis                                                                 | Gefängnis; 1876; zwei zueinander leicht versetzte kubische Baukörper, Ziegelmauerwerk, flaches Walmdach, ältester erhaltener preußischer Gefängnisbau Schleswig-Holsteins - Begründung: geschichtlich, städtebaulich - Schutzumfang: gesamtes Objekt - Denkmaltyp: Bauliche Anlage | BW                               |
| 10189 Wikidata | Berliner Platz 6 (53° 55′ 20″ N, 9° 31′ 10″ O)          | Ehemaliges Bankgebäude                                                    | Wohn- und Geschäftshaus; 1904, Architekt Alfred Sasse; dreigeschossiger Baukörper mit hohem Satteldach, Klinkerfassade mit Sandsteingliederung, Arkaden im Erdgeschoss. - Begründung: geschichtlich, künstlerisch, städtebaulich - Schutzumfang: gesamtes Objekt - Denkmaltyp: Bauliche Anlage | Fotos hochladen                  |
| 1549 Wikidata  | Breite Straße 2 (53° 55′ 23″ N, 9° 31′ 8″ O)            | Wohn- und Geschäftshaus                                                   | Alteintragung (Aktualisierung vorgesehen) - Begründung: geschichtlich, künstlerisch, städtebaulich - Schutzumfang: gesamtes Objekt - Denkmaltyp: Bauliche Anlage | Fotos hochladen                  |
| 21824 Wikidata | Breite Straße 36 (53° 55′ 19″ N, 9° 31′ 4″ O)           | ehem. Westholsteinische Bank                                              | Alteintragung (Aktualisierung vorgesehen) - Begründung: geschichtlich, künstlerisch, städtebaulich - Schutzumfang: gesamtes Objekt - Denkmaltyp: Bauliche Anlage | Fotos hochladen                  |
| 10190 Wikidata | Breite Straße 37 (53° 55′ 18″ N, 9° 31′ 5″ O)           | Wohn- und Geschäftshaus                                                   | Wohn- und Geschäftshaus; im Kern 17. Jh.; Fachwerkgebäude mit auskragendem Obergeschoss und Vollwalmdach, zweigeschossiger Ständerbau, straßenseitige Putzfassade Ende 19. Jh. - Begründung: geschichtlich, städtebaulich - Schutzumfang: gesamtes Objekt - Denkmaltyp: Bauliche Anlage | Fotos hochladen                  |
| 21826 Wikidata | Breitenburger Straße 6 (53° 55′ 16″ N, 9° 31′ 3″ O)     | Wohnhaus                                                                  | Wohnhaus; 1898; zweigeschossiges Gebäude über winkelförmigem Grundriss, schmale, zweiachsige Backsteinfassade mit historistischen Stilelementen, Satteldach - Begründung: geschichtlich, städtebaulich - Schutzumfang: gesamtes Objekt - Denkmaltyp: Bauliche Anlage | Fotos hochladen                  |
| 2073 Wikidata  | Breitenburger Straße 22 (53° 55′ 13″ N, 9° 31′ 11″ O)   | Villa Biel                                                                | Alteintragung (Aktualisierung vorgesehen) - Begründung: Alteintragung (Aktualisierung vorgesehen) - Schutzumfang: Alteintragung (Aktualisierung vorgesehen) - Denkmaltyp: Bauliche Anlage | Fotos hochladen                  |
| 518 Wikidata   | Breitenburger Straße 37 (53° 55′ 7″ N, 9° 31′ 27″ O)    | Villa                                                                     | Heute wird das Gebäude durch die Niederlassung Itzehoe des Landesbetriebs Straßenbau und Verkehr Schleswig-Holstein genutzt. Alteintragung (Aktualisierung vorgesehen) - Begründung: geschichtlich, künstlerisch - Schutzumfang: gesamtes Objekt - Denkmaltyp: Bauliche Anlage | Fotos hochladen                  |
| 13564 Wikidata | Breitenburger Straße 70 (53° 55′ 2″ N, 9° 31′ 35″ O)    | Ehemaliges Landgericht (Altbau)                                           | 1857 als Villa für den Zuckerfabrikanten Charles Pierre de Vos (1810–1889) errichtet, 1919 durch Schenkung auf die Stadt übergegangen, von 1937 bis 2005 Sitz des Landgerichts Itzehoe; Alteintragung (Aktualisierung vorgesehen) - Begründung: geschichtlich, städtebaulich, Kulturlandschaft prägend - Schutzumfang: ehem. Landgericht (Altbau), Westerhof-Park, Teich und Insel, Mühlengraben - Denkmaltyp: Bauliche Anlage | Fotos hochladen                  |
| 50630          | Brunnenstraße 8 – 10 (53° 55′ 36″ N, 9° 31′ 13″ O)      | Ehemalige INEFA-Werke                                                     | Ehemalige INEFA-Werke; 1873, Erweiterungen bis in 1930er Jahre; verwinkelter Backsteinkomplex aus dreigeschossigen langgestreckten Produktionsgebäuden mit Pultdächern, einem dreigeschossigen Produktionsgebäude und einem eingeschossigen Kontorgebäude jeweils mit Satteldach und einem markanten viergeschossigen Produktionsgebäude mit Eckturm in Formen der 1930er Jahre - Begründung: geschichtlich, städtebaulich, technisch - Schutzumfang: gesamtes Objekt - Denkmaltyp: Bauliche Anlage | Fotos hochladen                  |
| 27285 Wikidata | Burg 3 – 9 (53° 55′ 16″ N, 9° 30′ 55″ O)                | ehem. Maschinenfabrik Kröger                                              | Alteintragung (Aktualisierung vorgesehen) - Begründung: Alteintragung (Aktualisierung vorgesehen) - Schutzumfang: Alteintragung (Aktualisierung vorgesehen) - Denkmaltyp: Bauliche Anlage | Fotos hochladen                  |
| 21831 Wikidata | Dithmarscher Platz 2 (53° 55′ 36″ N, 9° 30′ 48″ O)      | Sparkassengebäude                                                         | ehem. Spar- und Leihkasse; 1928–29, Architekten Friedrich Wilhelm Zerbe und Willy Harder; repräsentatives Geschäftshaus, drei- bis viergeschossiger Baukörper mit Staffelgeschoss und hohem Eckturm, Klinkerfassade in expressionistischer Formensprache - Begründung: geschichtlich, künstlerisch, städtebaulich - Schutzumfang: gesamtes Objekt - Denkmaltyp: Bauliche Anlage | Fotos hochladen                  |
| 21832          | Fehrsstraße 16 (53° 55′ 31″ N, 9° 31′ 39″ O)            | Schulgebäude                                                              | Schulgebäude; um 1904; dreigeschossiger traufenständiger Ziegelbau unter Schopfwalmdach, dreiachsige Eckrisalite, ursprünglich geschlechtertrennende Erschließung - Schutzumfang: Schulgebäude - Begründung: Geschichtlich, Städtebaulich | BW                               |
| 21834 Wikidata | Feldschmiede 17 – 21 (53° 55′ 29″ N, 9° 31′ 1″ O)       | Wohn- und Geschäftshaus                                                   | sog. Haus Feldschmiede; 1912–13; dreigeschossiger Ziegelbau mit Walmdach, straßenseitig mit Sandsteinfassade und Ladenzone im Erdgeschoss, Dreifenstergruppen und erkerartige Risalite, Brüstungsfelder z. T. mit Reliefs der Seefahrt und des Handwerks - Begründung: geschichtlich, künstlerisch, städtebaulich - Schutzumfang: gesamtes Objekt - Denkmaltyp: Bauliche Anlage, Mehrheit von baulichen Anlagen: Wohn- und Geschäftshäuser Feldschmiede 15-21 | Fotos hochladen                  |
| 9337 Wikidata  | Gasstraße 18 (53° 55′ 50″ N, 9° 29′ 47″ O)              | Gasbehälter                                                               | Alteintragung (Aktualisierung vorgesehen) - Begründung: geschichtlich, technisch - Schutzumfang: gesamtes Objekt - Denkmaltyp: Bauliche Anlage | Fotos hochladen                  |
| 26954          | Hindenburgstraße 20 (53° 55′ 22″ N, 9° 31′ 26″ O)       | ehem. Kornspeicher                                                        | ehem. Kornspeicher; Ende 19. Jh.; viergeschossiger, giebelständiger Backsteinbau von drei zu zehn Achsen mit sehr flach geneigtem Satteldach - Begründung: geschichtlich, städtebaulich - Schutzumfang: gesamtes Objekt - Denkmaltyp: Bauliche Anlage | weitere Fotos \| Fotos hochladen |
| 54816          | Hindenburgstraße 53 (53° 55′ 32″ N, 9° 31′ 33″ O)       | Turnhalle                                                                 | Turnhalle; 1896, Architekt Beneke, Bauherr Männerturnverein Itzehoe, 1927 und 1958 erweitert, Architekt Brauner; eingeschossiger Ziegelbau unter flach geneigtem Satteldach, zweigeschossiger Seitenrisalit in historisierender Backsteinornamentik, rückwärtig zwei Erweiterungsbauten, Sportplatz - Schutzumfang: Turnhalle, Sportplatz - Begründung: Geschichtlich, Städtebaulich | BW                               |
| 1550 Wikidata  | Hinter dem Klosterhof 19 (53° 55′ 31″ N, 9° 31′ 7″ O)   | Haus der Heimat                                                           | Alteintragung (Aktualisierung vorgesehen) - Begründung: geschichtlich, städtebaulich - Schutzumfang: gesamtes Objekt - Denkmaltyp: Bauliche Anlage | Fotos hochladen                  |
| 3505 Wikidata  | Hinter dem Klosterhof 21 (53° 55′ 31″ N, 9° 31′ 9″ O)   | Wohnhaus                                                                  | Wohnhaus; Ende 19. Jh., Rückfront um 1910, im Kern älter; zweigeschossiger Putzbau mit Satteldach, reiche Fassadengliederung mit Gesimsen und Pilastern, rückwärtig halbrunder Mittelrisalit in neoklassizistischen Formen - Begründung: geschichtlich, städtebaulich - Schutzumfang: gesamtes Objekt - Denkmaltyp: Bauliche Anlage | Fotos hochladen                  |
| 2168 Wikidata  | Hinter dem Klosterhof 34 (53° 55′ 31″ N, 9° 31′ 7″ O)   | Wohnhaus                                                                  | Alteintragung (Aktualisierung vorgesehen) - Begründung: Alteintragung (Aktualisierung vorgesehen) - Schutzumfang: Alteintragung (Aktualisierung vorgesehen) - Denkmaltyp: Bauliche Anlage | Fotos hochladen                  |
| 21850 Wikidata | Hinter dem Sandberg 1 – 3 (53° 55′ 31″ N, 9° 31′ 20″ O) | Kaiser-Karl-Schule                                                        | Kaiser-Karl-Schule; 1868–70, Architekt Johannes Otzen/M. Sternberg, Erweiterung 1905, Aufstockung 1927–28; Altbau zweigeschossiger Backsteinbau mit übergiebeltem Mittelrisalit und Rundbogenblenden, reiche Backsteinornamentik mit Glasursteinen, im Innern Aula mit Logen, Erweiterungsbau in Backstein um quadratischen Innenhof - Begründung: geschichtlich, künstlerisch, städtebaulich - Schutzumfang: gesamtes Objekt - Denkmaltyp: Bauliche Anlage, Mehrheit von baulichen Anlagen: Schulen Itzehoe | Fotos hochladen                  |
| 26948 Wikidata | Hinter dem Sandberg 2 (53° 55′ 28″ N, 9° 31′ 19″ O)     | Doppelgiebelhaus                                                          | Alteintragung (Aktualisierung vorgesehen) - Begründung: Alteintragung (Aktualisierung vorgesehen) - Schutzumfang: Alteintragung (Aktualisierung vorgesehen) - Denkmaltyp: Bauliche Anlage | Fotos hochladen                  |
| 19869 Wikidata | Holzkamp 2 (53° 55′ 25″ N, 9° 31′ 17″ O)                | Wohn- und Geschäftshaus                                                   | Alteintragung (Aktualisierung vorgesehen) - Begründung: geschichtlich, städtebaulich - Schutzumfang: gesamtes Objekt - Denkmaltyp: Bauliche Anlage | Fotos hochladen                  |
| 19870 Wikidata | Holzkamp 9a (53° 55′ 25″ N, 9° 31′ 22″ O)               | ehem. Gastwirtschaftsgebäude                                              | seit 2008 vorübergehend Jugendtreff; Alteintragung (Aktualisierung vorgesehen) - Begründung: geschichtlich, städtebaulich - Schutzumfang: gesamtes Äußeres - Denkmaltyp: Bauliche Anlage | Fotos hochladen                  |
| 10622 Wikidata | Itzehoer Stadtforst (53° 56′ 10″ N, 9° 32′ 37″ O)       | Bismarckturm                                                              | Alteintragung (Aktualisierung vorgesehen) - Begründung: geschichtlich, künstlerisch, städtebaulich - Schutzumfang: gesamtes Objekt - Denkmaltyp: Bauliche Anlage | weitere Fotos \| Fotos hochladen |
| 21852 Wikidata | Kaiserstraße 16 (53° 55′ 26″ N, 9° 31′ 44″ O)           | Ehemaliges Kasino                                                         | ehem. Kasino; 1897; eingeschossiger Rotsteinbau mit Seiten- und Mittelrisaliten, gliedernde Bauzier in dunklem Glasurstein, Walmdach mit Schieferdeckung, seitlich polygonaler Treppenturm mit Kegeldach - Begründung: geschichtlich, städtebaulich - Schutzumfang: gesamtes Objekt - Denkmaltyp: Bauliche Anlage, Sachgesamtheit: ehem. Gudewill-Kaserne | Fotos hochladen                  |
| 21853 Wikidata | Kaiserstraße 18 (53° 55′ 24″ N, 9° 31′ 44″ O)           | Ehemaliges Kasernengebäude                                                | ehem. Kasernengebäude; 1897; In repräsentativer Ecklage, zweigeschossiger. Gelbsteinbau auf hohem Sockel und Drempelgeschoss, gliedernde Bauzier in Rotstein, Mittel-Eingangsrisalit zweifach gestuft - Begründung: geschichtlich, städtebaulich - Schutzumfang: gesamtes Objekt - Denkmaltyp: Bauliche Anlage, Sachgesamtheit: ehem. Gudewill-Kaserne | Fotos hochladen                  |
| 2167 Wikidata  | Kapellenstraße 18 (53° 55′ 13″ N, 9° 30′ 53″ O)         | Wohnhaus                                                                  | Alteintragung (Aktualisierung vorgesehen) - Begründung: Alteintragung (Aktualisierung vorgesehen) - Schutzumfang: Alteintragung (Aktualisierung vorgesehen) - Denkmaltyp: Bauliche Anlage | Fotos hochladen                  |
| 1616 Wikidata  | Kirchenstraße 5 – 5a (53° 55′ 23″ N, 9° 31′ 5″ O)       | Ehemaliges Katasteramt                                                    | Stadtpalais, später Katasteramt; 1709, Bauherr Nikolaus Hinrich Masius, Justizrat, Front im 19. Jh. verändert; eingeschossiger, verputzter Backsteinbau mit breitem zweigeschossigen Mittelrisalit und ziegelgedecktem Vollwalmdach, rundbogiges Mittelportal mit vorgelagerter zweiläufiger Treppe, zugehörig das ehem. Kutscherhaus - Begründung: geschichtlich, künstlerisch, städtebaulich - Schutzumfang: ehem. Katasteramt, ehem. Kutscherhaus - Denkmaltyp: Bauliche Anlage | Fotos hochladen                  |
| 5153 Wikidata  | Kirchenstraße 6 (53° 55′ 24″ N, 9° 31′ 9″ O)            | Hauptpastorat                                                             | Alteintragung (Aktualisierung vorgesehen) - Begründung: geschichtlich, städtebaulich - Schutzumfang: Alteintragung (Aktualisierung vorgesehen) - Denkmaltyp: Bauliche Anlage, Sachgesamtheit: Kirche St. Laurentii | Fotos hochladen                  |
| 1615           | Kirchenstraße 8 (53° 55′ 25″ N, 9° 31′ 5″ O)            | Kirche St. Laurentii mit Ausstattung                                      | Die 1657 ausgebrannte spätgotische Kirche wurde von 1716 bis 1718 in der heutigen Gestalt als geräumiger sechsachsiger Backsteinsaalbau weitgehend neu errichtet. Der im Kern spätgotische Turm wurde 1894–98 ausgebaut und um ein Glockengeschoss mit Kupferhaube und Ecktürmchen erhöht. Alteintragung (Aktualisierung vorgesehen) - Begründung: geschichtlich, künstlerisch, städtebaulich - Schutzumfang: gesamtes Objekt - Denkmaltyp: Bauliche Anlage, Sachgesamtheit: Kirche St. Laurentii | weitere Fotos \| Fotos hochladen |
| 1617 Wikidata  | Kirchenstraße 20 (53° 55′ 25″ N, 9° 30′ 58″ O)          | Prinzesshof                                                               | Das ehemalige Adelspalais stammt in seinen ältesten Bauteilen aus dem 16. Jahrhundert. Es beherbergt heute das Kreismuseum des Kreises Steinburg. Alteintragung (Aktualisierung vorgesehen) - Begründung: Alteintragung (Aktualisierung vorgesehen) - Schutzumfang: Alteintragung (Aktualisierung vorgesehen) - Denkmaltyp: Bauliche Anlage | weitere Fotos \| Fotos hochladen |
| 1618 Wikidata  | Kirchenstraße 22 (53° 55′ 26″ N, 9° 30′ 58″ O)          | Kutscherhaus                                                              | Alteintragung (Aktualisierung vorgesehen) - Begründung: Alteintragung (Aktualisierung vorgesehen) - Schutzumfang: Alteintragung (Aktualisierung vorgesehen) - Denkmaltyp: Bauliche Anlage | Fotos hochladen                  |
| 44895          | Kirchenstraße (53° 55′ 24″ N, 9° 31′ 7″ O)              | sog. Neuner-Denkmal                                                       | sog. Neuner-Denkmal; 1925; Entwurf Hans Jenkel; Soldatenstatue auf postamentförmigen Inschriftensockel, umlaufender Fries, Naturstein; flankierende Gedenksteine - Begründung: geschichtlich, künstlerisch, städtebaulich - Schutzumfang: sog. Neuner-Denkmal, Gedenksteine - Denkmaltyp: Bauliche Anlage | BW                               |
| 24754 Wikidata | Klosterbrunnen 4 (53° 56′ 8″ N, 9° 31′ 19″ O)           | Sprungturm                                                                | im Schwimmzentrum der Stadtwerke Alteintragung (Aktualisierung vorgesehen) - Begründung: geschichtlich, künstlerisch - Schutzumfang: gesamtes Objekt - Denkmaltyp: Bauliche Anlage | BW                               |
| 10298 Wikidata | Klosterhof (53° 55′ 25″ N, 9° 31′ 6″ O)                 | Kreuzgangflügel mit Grabsteinen und Epitaphien                            | Alteintragung (Aktualisierung vorgesehen) - Begründung: geschichtlich, wissenschaftlich, künstlerisch, städtebaulich - Schutzumfang: Alteintragung (Aktualisierung vorgesehen) - Denkmaltyp: Bauliche Anlage, Sachgesamtheit: Kloster Itzehoe | Fotos hochladen                  |
| 1620 Wikidata  | Klosterhof (53° 55′ 27″ N, 9° 31′ 11″ O)                | Äbtissin-Denkmal                                                          | Inschriften an den Seitentafeln: - Dem Andenken der Prinzessin Juliane zu Hessen, Aebtissin, die dankbare Stadt. Sie war geboren auf Gottorf den 19. Januar 1773, ward Aebtissin des hiesigen Klosters den 23. Mai 1810 und starb den 11. März 1860. - Hochgestellt von Gott,- aber demütigen Sinnes, ein leuchtendes Vorbild - im Glauben und Leben - in guten Tagen dankbar - und in bösen unverzagt. - den Witwen und Waisen Trost, - der Notleidenden Zuflucht, lebte sie - von Allen verehrt und starb - von Allen beweint. Inschriften am Sockel: - Entworfen und Modellirt von C. Schröder. - Gegossen von Eggers & Düring Itzehoe. Alteintragung (Aktualisierung vorgesehen) - Begründung: geschichtlich, künstlerisch - Schutzumfang: Alteintragung (Aktualisierung vorgesehen) - Denkmaltyp: Bauliche Anlage, Sachgesamtheit: Kloster Itzehoe | Fotos hochladen                  |
| 1623 Wikidata  | Klosterhof 3 (53° 55′ 27″ N, 9° 31′ 7″ O)               | Wohnhaus                                                                  | ehem. Konventualinnenhaus; 1740, Querbau von 1764; eingeschossiges Fachwerkgiebelhaus mit Querbau und Satteldach, Gartenpavillon aus der Zeit um 1910 - Begründung: geschichtlich, städtebaulich - Schutzumfang: Wohnhaus, Gartenpavillon - Denkmaltyp: Bauliche Anlage, Sachgesamtheit: Kloster Itzehoe | Fotos hochladen                  |
| 1627 Wikidata  | Klosterhof 7 (53° 55′ 25″ N, 9° 31′ 7″ O)               | Äbtissinnenhaus                                                           | Alteintragung (Aktualisierung vorgesehen) - Begründung: geschichtlich, städtebaulich - Schutzumfang: Alteintragung (Aktualisierung vorgesehen) - Denkmaltyp: Bauliche Anlage, Sachgesamtheit: Kloster Itzehoe | Fotos hochladen                  |
| 12555          | Krämerstraße 5 (53° 55′ 15″ N, 9° 31′ 0″ O)             | ehem. Neustädter Apotheke                                                 | Fachwerkhaus; 17. Jh., 1896 Umnutzung zu Apotheke; zweigeschossiges, giebelständiges Fachwerkgebäude unter Satteldach, zweifach über Balkenköpfen auskragend, im Inneren reiche Stuckornamentik an barocker Holzbalkendecke - Begründung: geschichtlich, städtebaulich - Schutzumfang: ehem. Neustädter Apotheke, - Denkmaltyp: Bauliche Anlage | BW                               |
| 1637 Wikidata  | Krämerstraße 10 (53° 55′ 16″ N, 9° 30′ 58″ O)           | Wohnhaus                                                                  | Klassizistisches Traufenhaus, im Kern von 1664. Spiegelsaal im Obergeschoss mit reichem Rokokostuck vermutlich von H. Soetje 1780; Alteintragung (Aktualisierung vorgesehen) - Begründung: Alteintragung (Aktualisierung vorgesehen) - Schutzumfang: Alteintragung (Aktualisierung vorgesehen) - Denkmaltyp: Bauliche Anlage | Fotos hochladen                  |
| 23022 Wikidata | Langer Peter (53° 55′ 49″ N, 9° 30′ 55″ O)              | Sogenanntes „Germanengrab“                                                | Alteintragung (Aktualisierung vorgesehen) - Begründung: geschichtlich, städtebaulich - Schutzumfang: sog. Germanengrab, - Denkmaltyp: Bauliche Anlage | Fotos hochladen                  |
| 21863 Wikidata | Liethberg 5 (53° 55′ 52″ N, 9° 30′ 17″ O)               | Wohnhaus                                                                  | Wohnhaus; um 1910; eingeschossiger Schopfwalmdachbau mit Zwerchhaus, Standerker und zurückgesetztem Eingangsbereich mit Loggien sowie rückwärtigen Anbauten, Ziegelfassade mit Putzgliederung und floralen Ornamenten; Eisengittereinfriedung - Begründung: geschichtlich, städtebaulich - Schutzumfang: Wohnhaus, Einfriedung - Denkmaltyp: Bauliche Anlage | Fotos hochladen                  |
| 13563          | Lornsenplatz 1 (53° 55′ 45″ N, 9° 30′ 49″ O)            | ehem. Finanzamt                                                           | ehem. Finanzamt; 1926, Architekt Regierungsbaurat Bösenberg; dreigeschossiger traufständiger Ziegelbau unter hohem Walmdach, rundbogiges Gewändeportal, Ziegelornamentik in expressionistischer Formensprache - Begründung: geschichtlich, künstlerisch, städtebaulich - Schutzumfang: ehem. Finanzamt, - Denkmaltyp: Bauliche Anlage | BW                               |
| 1638 Wikidata  | Markt 1 – 5 (53° 55′ 11″ N, 9° 30′ 56″ O)               | Rathaus - Ständehaus - Wache                                              | Neben dem 1657 abgebrannten Rathaus 1605 eingeschossig neu erbaut, 1893 aufgestockt unter Erhaltung des barocken Mittelportals und der doppelläufigen Freitreppe. Westlich anschließend das spätklassizistische Ständehaus, 1834/35 von Friedrich Christian Heylmann aus Altona errichtet. Alteintragung (Aktualisierung vorgesehen) - Begründung: Alteintragung (Aktualisierung vorgesehen) - Schutzumfang: Alteintragung (Aktualisierung vorgesehen) - Denkmaltyp: Bauliche Anlage | Fotos hochladen                  |
| 2889 Wikidata  | Markt 2 (53° 55′ 12″ N, 9° 30′ 56″ O)                   | Wohn- und Geschäftshaus                                                   | Alteintragung (Aktualisierung vorgesehen) - Begründung: geschichtlich, städtebaulich - Schutzumfang: gesamtes Objekt - Denkmaltyp: Bauliche Anlage | Fotos hochladen                  |
| 49911 Wikidata | Oelixdorfer Straße 2 (53° 55′ 29″ N, 9° 31′ 50″ O)      | Ehemaliges Hauptgebäude                                                   | ehem. Hauptgebäude; 1897; Hauptbau der ehem. Gudewill-Kaserne im Stil der Hannoverschen Schule, lang gestreckter dreigeschossiger Gelbklinkerbau mit erhöhten Mittel- u. Eckrisaliten und flachen Walmdächern - Begründung: geschichtlich, städtebaulich - Schutzumfang: gesamtes Objekt - Denkmaltyp: Bauliche Anlage, Sachgesamtheit: ehem. Gudewill-Kaserne | Fotos hochladen                  |
| 43475 Wikidata | Poststraße 6 (53° 55′ 31″ N, 9° 30′ 50″ O)              | Logenhaus                                                                 | Haus der Herzog-Friedrich-Loge; 1897; zweigeschossiger Backsteinbau mit sog. Kieler Dach, symmetrische Fassadengliederung mit rundbogigen Öffnungen, Gesimsbänder - Begründung: geschichtlich, künstlerisch, städtebaulich - Schutzumfang: gesamtes Objekt - Denkmaltyp: Bauliche Anlage, Mehrheit von baulichen Anlagen: Baugruppe Poststraße 2-8 | Fotos hochladen                  |
| 1639 Wikidata  | Reichenstraße 21 (53° 55′ 11″ N, 9° 30′ 58″ O)          | Kunsthaus                                                                 | Das Wenzel-Hablik-Museum beherbergt den Nachlass des Malers Wenzel Hablik (1881–1934), der von 1908 bis zu seinem Tod in Itzehoe lebte. Alteintragung (Aktualisierung vorgesehen) - Begründung: Alteintragung (Aktualisierung vorgesehen) - Schutzumfang: Alteintragung (Aktualisierung vorgesehen) - Denkmaltyp: Bauliche Anlage | weitere Fotos \| Fotos hochladen |
| 2762 Wikidata  | Reichenstraße 41 (53° 55′ 7″ N, 9° 30′ 58″ O)           | ehem. Pastorat                                                            | Alteintragung (Aktualisierung vorgesehen) - Begründung: geschichtlich, künstlerisch, städtebaulich - Schutzumfang: gesamtes Objekt - Denkmaltyp: Bauliche Anlage | Fotos hochladen                  |
| 1640 Wikidata  | Sandberg 12 (53° 55′ 23″ N, 9° 31′ 11″ O)               | Bankgebäude des Bankvereins für Schleswig-Holstein (späteres Katasteramt) | 1915 von Hans Roß (Neumünster); Alteintragung (Aktualisierung vorgesehen) - Begründung: Alteintragung (Aktualisierung vorgesehen) - Schutzumfang: Alteintragung (Aktualisierung vorgesehen) - Denkmaltyp: Bauliche Anlage | Fotos hochladen                  |
| 19889 Wikidata | Sandberg 18–20 (53° 55′ 24″ N, 9° 31′ 13″ O)            | Geschäftshaus                                                             | Alteintragung (Aktualisierung vorgesehen) - Begründung: geschichtlich, städtebaulich - Schutzumfang: gesamtes Objekt - Denkmaltyp: Bauliche Anlage | Fotos hochladen                  |
| 7066 Wikidata  | Sandberg 44 (53° 55′ 27″ N, 9° 31′ 19″ O)               | Wohn- und Geschäftshaus                                                   | Alteintragung (Aktualisierung vorgesehen) - Begründung: Alteintragung (Aktualisierung vorgesehen) - Schutzumfang: Alteintragung (Aktualisierung vorgesehen) - Denkmaltyp: Bauliche Anlage | Fotos hochladen                  |
| 1641 Wikidata  | Sandberg 47 (53° 55′ 28″ N, 9° 31′ 19″ O)               | Doppelgiebelhaus                                                          | 1659 erbautes Doppelgiebelfachwerkhaus mit Diele, alten Balken, Erker, doppelläufigem Treppengeländer. Wird nach Restaurierung als Wohn- und Geschäftshaus genutzt. Alteintragung (Aktualisierung vorgesehen) - Begründung: Alteintragung (Aktualisierung vorgesehen) - Schutzumfang: Alteintragung (Aktualisierung vorgesehen) - Denkmaltyp: Bauliche Anlage | weitere Fotos \| Fotos hochladen |
| 1642 Wikidata  | Sandkuhle 3 (53° 55′ 32″ N, 9° 31′ 7″ O)                | Wohnhaus                                                                  | Alteintragung (Aktualisierung vorgesehen) - Begründung: Alteintragung (Aktualisierung vorgesehen) - Schutzumfang: Alteintragung (Aktualisierung vorgesehen) - Denkmaltyp: Bauliche Anlage | Fotos hochladen                  |
| 12705          | Schillerstraße 26 (53° 56′ 6″ N, 9° 30′ 42″ O)          | Wohnhaus                                                                  | Wohnhaus; 1911–12; Architekt: Heinrich Speck; eingeschossiges, giebelständiges Backsteingebäude mit hohem Schopfwalmdach und weit auskragendem Traufgesims, traufseitiger mittiger Eingangsrisalit - Begründung: geschichtlich, künstlerisch, städtebaulich - Schutzumfang: Wohnhaus, - Denkmaltyp: Bauliche Anlage | BW                               |
| 52417 Wikidata | Schumacherallee (53° 55′ 13″ N, 9° 31′ 9″ O)            | Mahnmal für die Opfer des Nationalsozialismus                             | Denkmal; 1946, Initiator Gyula Trebitsch, Architekt Fritz Höger; Backsteinstele zwischen vier flankierenden Steinplatten und mit bekrönender Feuerschale, umgeben von einer runden Gittereinfassung und einer halbrunden Sitzbank, seitlich ein Gedenkstein von 1960 - Schutzumfang: Mahnmal für die Opfer des Nationalsozialismus - Begründung: Geschichtlich, Künstlerisch, Städtebaulich | weitere Fotos \| Fotos hochladen |
| 9550 Wikidata  | St. Jürgenstraße 1 – 3 (53° 55′ 27″ N, 9° 31′ 20″ O)    | Wohn- und Geschäftshaus                                                   | Alteintragung (Aktualisierung vorgesehen) - Begründung: Alteintragung (Aktualisierung vorgesehen) - Schutzumfang: Alteintragung (Aktualisierung vorgesehen) - Denkmaltyp: Bauliche Anlage | Fotos hochladen                  |
| 1643 Wikidata  | St. Jürgenstraße 32 (53° 55′ 30″ N, 9° 31′ 27″ O)       | Kapelle St. Jürgen mit Ausstattung                                        | Alteintragung (Aktualisierung vorgesehen) - Begründung: geschichtlich, künstlerisch, städtebaulich - Schutzumfang: Alteintragung (Aktualisierung vorgesehen) - Denkmaltyp: Bauliche Anlage, Sachgesamtheit: St.-Jürgen-Stift | weitere Fotos \| Fotos hochladen |
| 1656 Wikidata  | Talstraße 14 (53° 55′ 12″ N, 9° 31′ 41″ O)              | Haus Hablik mit Ausstattung                                               | Wohnhaus von Wenzel Hablik, Maler, Grafiker und Kunsthandwerker. Alteintragung (Aktualisierung vorgesehen) - Begründung: Alteintragung (Aktualisierung vorgesehen) - Schutzumfang: Alteintragung (Aktualisierung vorgesehen) - Denkmaltyp: Bauliche Anlage | Fotos hochladen                  |
| 19528 Wikidata | Talstraße 16 (53° 55′ 13″ N, 9° 31′ 42″ O)              | Villa Clara                                                               | Alteintragung (Aktualisierung vorgesehen) - Begründung: geschichtlich, künstlerisch, städtebaulich - Schutzumfang: Villa Clara, Villengarten, Einfriedung - Denkmaltyp: Bauliche Anlage | Fotos hochladen                  |
| 33236 Wikidata | Theaterplatz 1 (53° 55′ 20″ N, 9° 30′ 57″ O)            | Theater                                                                   | Stadttheater; 1990-1993, Architekt Gottfried Böhm; mehrteiliger Baukörper mit Rasterfassade zwischen klinkerverkleideten Säulen, Hauptbau mit ovalem Grundriss und gestufter zeltartiger Dachlandschaft, zwei runde Anbauten, der Hauptfassade vorgelagerter Laubengang mit acht Säulenhainbuchen sowie mehrstufige Freitreppenanlage mit begleitender Lindenreihe, umgebende Platzgestaltung mit Granitpflasterung - Begründung: geschichtlich, künstlerisch, städtebaulich - Schutzumfang: Theater, Außenanlagen mit Freitreppenanlage, Lindenreihe, acht Säulenhainbuchen - Denkmaltyp: Bauliche Anlage | Fotos hochladen                  |
| 42318          | Theodor-Heuss-Platz 2 (53° 55′ 20″ N, 9° 30′ 53″ O)     | AOK-Verwaltung                                                            | AOK-Verwaltung; 1976/77, Architekten Schüler & Schleiff; zweigeschossiger Stahlbetonskelettbau mit weit vorgeschobenem Erdgeschoss, Bandfassade sowie orange getönte Isolierglasscheiben; Grün- und Freiflächen mit Stele von Hans Kock - Schutzumfang: AOK-Verwaltung, Stele von Hans Kock, Grün- und Freiflächen - Begründung: Geschichtlich, Künstlerisch, Städtebaulich | BW                               |
| 21893 Wikidata | Viktoriastraße 5 (53° 55′ 24″ N, 9° 30′ 57″ O)          | Ehemalige Villa Rühmann                                                   | Stadtvilla; um 1880, Architekt: Johannes Liedtke, Bauherr: Detlef August Rühmann; zweigeschossiger Putzbau mit flachem Walmdach, reich gegliederte historistische Fassade in spätklassizistischen Formen - Begründung: geschichtlich, künstlerisch, städtebaulich - Schutzumfang: gesamtes Objekt - Denkmaltyp: Bauliche Anlage | Fotos hochladen                  |
| 21894 Wikidata | Viktoriastraße 10 (53° 55′ 27″ N, 9° 30′ 49″ O)         | Ehemaliges Postamt                                                        | ehem. Kaiserliches Postamt; 1891-1893, Architekt: Ernst Hake; zweigeschossiger Backsteinbau mit Sandsteingliederung und ausgebautem Dachgeschoss, seitlich dreigeschossiger Turm, Mittelrisalit mit von Säulen flankiertem Hauptportal, flache Seitenrisalite, historistischer Prestigebau - Begründung: geschichtlich, städtebaulich - Schutzumfang: gesamtes Objekt - Denkmaltyp: Bauliche Anlage, Mehrheit von baulichen Anlagen: Straßenzug Bahnhofstraße/Viktoriastraße | Fotos hochladen                  |
| 1644 Wikidata  | Viktoriastraße 16 (53° 55′ 28″ N, 9° 30′ 43″ O)         | Landratsamt (ehemaliges Kreishaus)                                        | ehem. Kreishaus; 1894-1897, Architekt: Heinrich Reinhardt; zweigeschossiger repräsentativer Putzbau unter Satteldach, rundbogige Tür- und Fensteröffnungen mit Klinkerrahmungen, Erker und geschweifte Giebel, Sitzungssaal im 1. Obergeschoss - Begründung: geschichtlich, künstlerisch, städtebaulich - Schutzumfang: gesamtes Objekt - Denkmaltyp: Bauliche Anlage, Mehrheit von baulichen Anlagen: Straßenzug Bahnhofstraße/Viktoriastraße | Fotos hochladen                  |

## Gründenkmale
| Objekt-ID      | Lage                                         | Offizielle Bezeichnung       | Beschreibung | Bild            |
| -------------- | -------------------------------------------- | ---------------------------- | --- | --------------- |
| 19709 Wikidata | Kirchenstraße 8 (53° 55′ 25″ N, 9° 31′ 4″ O) | Kirchhof, Grabmale bis 1870  | Inschrift eines Epitaphs an der Kirche: FRAU MARGARETA CATHARINA VON AHLEFELD ABTISSIN FRAULEIN EMERENTIA VON AHLEFELD CONVENTUALIN FRAU METTA CHRISTINA VON AHLEFELD ABTISSIN GESCHWISTER AUS DEM HAUSE KÖNIGSFERDE ANNO 1728; Alteintragung (Aktualisierung vorgesehen) - Begründung: geschichtlich, Kulturlandschaft prägend - Schutzumfang: Kirchhof, Grabmale bis 1870 - Denkmaltyp: Gründenkmal, Sachgesamtheit: Kirche St. Laurentii                                             | Fotos hochladen |
| 12652 Wikidata | Klosterhof (53° 55′ 28″ N, 9° 31′ 6″ O)      | Außenanlagen Kloster Itzehoe | Außenanlagen des Klosters Itzehoe; ehemaliger Klosterbezirk des Zisterzienserinnenordens St. Maria nördlich der Patronatskirche St. Laurentius; ca. 2,5 ha große, um einen großen Teich zentrierte, landschaftliche Grünanlage mit Klosterhof, verschiedenen Hausgärten, Lindenreihe und weiterem Altbaumbestand - Begründung: geschichtlich, städtebaulich - Schutzumfang: Außenanlagen Kloster Itzehoe, Lindenreihe, Teich - Denkmaltyp: Gründenkmal, Sachgesamtheit: Kloster Itzehoe | Fotos hochladen |

## Quelle
- Liste der Kulturdenkmale in Schleswig-Holstein – Kreis Steinburg